# Dorojneanka, Huleaipole
Dorojneanka (în ucraineană Дорожнянка) este o comună în raionul Huleaipole, regiunea Zaporijjea, Ucraina, formată numai din satul de reședință.

## Demografie
Componența lingvistică a comunei Dorojneanka
     Ucraineană (92,77%)
     Rusă (6,63%)
Conform recensământului din 2001, majoritatea populației comunei Dorojneanka era vorbitoare de ucraineană (92,77%), existând în minoritate și vorbitori de rusă (6,63%).